# Stella variabile (raccolta poetica)
Stella variabile è la quarta ed ultima raccolta poetica di Vittorio Sereni, pubblicata nel 1981.

## Storia editoriale
Il volume è uscito nel febbraio 1982 per Garzanti, ma venne ufficialmente retrodatato al 1981. La raccolta è stata anticipata nel 1979 da una pre-edizione fuori commercio (e in realtà distribuita solo l'anno successivo, nel 1980), in tiratura limitata di 130 esemplari accompagnati da litografie di Ruggero Savinio, per l'associazione "Cento amici del libro" di Verona; la prima stesura aveva i testi disposti in maniera diversa da quella definitiva (da 30 passeranno poi a 46) e vedeva ancora inclusa la prosa Ventisei.

## Tematiche
Il titolo della raccolta, che rinvia a un tipo di astro chiamato stella variabile, fa riferimento alle «oscillazioni di pensiero, le luminescenze intermittenti, le incertezze e lo status interrogativo» che si fanno maggiormente strada nelle liriche. Stella variabile riprende gran parte delle tematiche proposte già nella precedente raccolta, Gli strumenti umani (l'amicizia, il ruolo della poesia, la propria condizione esistenziale, la trasformazione antropologica successiva agli anni del miracolo economico, il riaffiorare nella memoria della guerra), ma si caratterizza per una postura maggiormente metafisica verso gli avvenimenti messi in versi.

## Stile
Lo stile dell'ultima raccolta è affine a quello de Gli strumenti umani; particolarmente frequente e importante è il modulo della ripetizione iterativa.

## Struttura

### Pre-edizione (1979)
Nella prima stesura del 1979 l'indice era così composto:
- Quei tuoi pensieri di calamità
- Di taglio e di cucito
- Posto di lavoro
- In una casa vuota
- Toronto sabato sera[N 1]
- Lavori in corso
- Addio Lugano bella
- Le donne
- Interno
- Ventisei
- Sarà la noia
- Esterno rivisto in sogno
- Un posto di vacanza
- Niccolò[N 2]
- A Venezia con Biasion
- Verano e solstizio
- Requiem
- Revival
- Poeta in nero
- Duetto e voyeur
- Paura prima
- Paura seconda
- Altro posto di lavoro
- La malattia dell'olmo
- Notturno
- In salita
- Madrigale
- Nell'estate padana
- A Parma con A.B.
- Luino-Luvino
- Il poggio

### Edizione ufficiale (1981)
Nell'edizione del 1981, la raccolta è suddivisa in cinque sezioni senza titolo, indicate soltanto dal numero progressivo.
I
- Quei tuoi pensieri di calamità
- In una casa vuota
- Toronto sabato sera[N 1]
- Posto di lavoro
- Lavori in corso[N 3]
  - I. [Sarà che esistono vite come foglie morte]
  - II. [A certi che so non gli basta]
  - III. [Inopportuno futile intempestivo]
- Addio Lugano bella
- Le donne
- Interno
- Crescita

II
- Di taglio e cucito
- Poeti in via Brera: due età
- A Venezia con Biasion[N 4]
- Poeta in nero
- Revival
- Sarà la noia
- Domenica dopo la guerra
- Festival
- Esterno rivisto in sogno
- Giovanna e i Beatles
- Ogni volta che quasi

III
- Un posto di vacanza[N 5]
- Niccolò[N 2]
- Fissità

IV
- Traducevo Char
  - I. [A modo mio, René Char]
  - II. Muezzìn
  - III. Un tempio laico
  - IV. Villaggio verticale
  - V. Martellata lentezza
  - VI. Notturno
  - VII. Madrigale a Nefertiti
  - VIII. [Bastava un niente]

V
- Verano e solstizio
- Requiem
- Paura prima
- Paura seconda
- Altro posto di lavoro
- La malattia dell'olmo
- In salita
- Il poggio
- Nell'estate padana
- A Parma con A.B.
- Autostrada della Cisa
- Rimbaud
- Luino-Luvino
- Progresso
- Altro compleanno

## Edizioni
- Vittorio Sereni, Stella variabile, Fuori commercio, Verona, Cento amici del libro, 1979, ISBN non esistente.
- Vittorio Sereni, Stella variabile, Milano, Garzanti, 1981, ISBN 9788811636908.
- Vittorio Sereni, Stella variabile, Milano, Garzanti, 1982.
- Vittorio Sereni, Stella variabile, Torino, Einaudi, 2010, ISBN 9788806146764.
- Vittorio Sereni, Stella variabile, Milano, Il Saggiatore, 2017, ISBN 9788842823315.